# Land Speed Record
Land Speed Record — дебютный долгоиграющий альбом американской группы Hüsker Dü, выпущенный в январе 1982 года, был записан вживую на концерте, данном 15 августа 1981 года в клубе 7th Street Entry, расположенном в Миннеаполисе.

## Об альбоме
Альбом представляет собой быструю и яростную хардкор-запись, абсолютно непохожую на мелодичный пост-панк, который группа стала играть в середине 80-х. Название альбома имеет двусмысленное значение, с одной стороны оно может означать попытку группы играть так быстро, как они могут (17 песен за 26 с половиной минут), а также амфетаминовые таблетки, которые они принимали в основном для подавления аппетита, чтобы сэкономить деньги на покупке еды.
Студийные версии песен «Bricklayer» и «Let’s Go Die» вошли в состав первого студийного альбома Everything Falls Apart (1983) и в его переиздание Everything Falls Apart and More, выпущенное в 1993 году.

## История
Концерт Hüsker Dü, прошедший 15 августа 1981 года, был записан на двухдорожечный магнитофон за $350. Группа решила записать его из-за отсутствия денег на выпуск полноценного студийного альбома. Их друг и участник калифорнийской хардкор-группы Minutemen Майк Уотт предложил выпустить альбом на его собственном лейбле New Alliance. Оригинальное виниловое издание альбома вышло в январе 1982 года и содержало тексты песен и даты предстоящих концертов . На территории Великобритании альбом распространялся через лейбл Alternative Tentacles, принадлежащий вокалисту Dead Kennedys Джелло Биафре.
В 1987 году альбом был переиздан и выпущен на лейбле SST Records в трёх форматах: виниловая пластинка, кассета и компакт-диск. Как и другие записи Hüsker Dü, Land Speed Record не прошла ремастеринг, чтобы CD-версия отличалась от виниловой. До сих пор группа продолжает спорить с SST Records по поводу авторских отчислений. CD-издание альбома содержит всего две композиции, каждая из которой содержит одну сторону оригинальной пластинки.

## Список композиций
Сторона A
1. «All Tensed Up» (Моулд) — 2:02
2. «Don’t Try to Call» (Моулд) — 1:30
3. «I’m Not Interested» (Харт) — 1:31
4. «Guns at My School» (Моулд) — 0:55
5. «Push the Button» (Харт) — 1:48
6. «Gilligan’s Island» (Харт) — 1:23
7. «M.T.C.» (Нортон) — 1:09
8. «Don’t Have a Life» (Нортон) — 2:09

Сторона B
1. «Bricklayer» (Моулд) — 0:53
2. «Tired of Doing Things» (Харт) — 0:58
3. «You’re Naive» (Моулд) — 0:53
4. «Strange Week» (Харт) — 0:57
5. «Do the Bee» (Харт) — 1:49
6. «Big Sky» (Моулд) — 0:57
7. «Ultracore» (Моулд) — 0:47
8. «Let’s Go Die» (Нортон) — 1:26
9. «Data Control» (Харт) — 5:28

## Участники записи
- Боб Моулд — гитара, вокал
- Грэг Нортон — бас-гитара, вокал
- Грант Харт — ударные, вокал

## Кавер-версии
В 1993 году альбом был полностью перепет Apple-O, причём каждая песня была исполнена в разном стиле (включая регги, фолк и синти-поп).

## Интересные факты
- Плакат с изображением обложки альбома висит в комнате главного героя фильма «Меньше, чем ноль», выпущенного в 1987 году.